# Neuenhof bei Winterscheid
Neuenhof ist ein Weiler in der Gemeinde Ruppichteroth im Rhein-Sieg-Kreis in Nordrhein-Westfalen. Bis zum 1. August 1969 war Neuenhof ein Ortsteil der damals eigenständigen Gemeinde Winterscheid. Den Zusatz bei Winterscheid trägt er, da es in der Gemeinde eine zweite Ortschaft mit der Bezeichnung Neuenhof (bei Ruppichteroth) gibt.

## Lage
Neuenhof liegt auf dem Nutscheid. Einziger Nachbarort ist Honscheid.

## Kapelle
Die Kapelle in Neuenhof wurde aufgrund der Flurbereinigung umgesetzt und neu aufgebaut. Sie ist der heiligen Lea geweiht. In der Kapelle befindet sich auch eine Reliquie der Heiligen, welche am 2. Dezember 1847 von Conststantinus, dem Generalvikar des Papstes bzw. von einem Kustos in Rom an die Familie Post übergeben wurde, in deren Besitz die Kapelle ist.